# Геннадий (Лимурис)
Митрополи́т Генна́дий (греч. Μητροπολίτης Γεννάδιος, в миру Нико́лаос Лимурис, греч. Νικόλαος Λυμούρης; 27 июля 1951, Салоники — 1 июня 2022, Салоники) — епископ Константинопольской православной церкви, митрополит Сасимский, ипертим и экзарх Второй Каппадокии. Греческий богослов, участник экуменического движения.
Участвовал в ряде двусторонних диалогов между Православной, Римско-католической и Лютеранской церквами. Член исполнительного и центрального комитетов Всемирного совета церквей (с 2002 года).

## Биография
Родился 27 июля 1951 года в Салониках.
Среднее образование получил в американском колледже имени Джона Кеннеди в Неаполе (Италия). Обучался в европейских и североамериканских университетах. Имел докторскую степень одного из американских университетов, а также Страсбургского (Франция) и Тюбингенского (Германия) университетов.
27 сентября 1974 года хиротонисан во диакона.
В 1976 году принял монашеский постриг в патриаршем и ставропигиальном монастыре святой Анастасии Узорешительницы в Халкидики.
18 января 1981 года в Германии был хиротонисан во иеромонаха.
С 1983 по 1993 год — исполнительный секретарь комиссии Всемирного совета церквей «Вера и порядок» в Женеве.
В 1984 году назначен исполнительным секретарем Смешанной международной комиссии по богословскому диалогу с лютеранами.
Преподавал ряд дисциплин в качестве приглашенного лектора в различных университетах Америки и Европы.
В 1989 году возведён в достоинство архимандрита.
С 1993 года являлся членом ряда синодальных комиссий Константинопольского патриархата.
В 1994 стал настоятелем патриаршего ставропигиального монастыря Живоносного Источника Валукли.
В 1995 году возведён в достоинство великого синкелла.
В 1996 году назначен исполнительным секретарем официального Международного богословского диалога с Римско-Католической Церковью.
В мае 1997 году решением Священного синода избран митрополитом Сасимским; при этом Сиамская митрополия становилась действующей.
1 июня 1997 года в Патриаршем соборе святого Георгия на Фанаре состоялась его архиерейская хиротония, которую совершили Митрополит Халкидонский Иоаким (Нерандзулис), митрополит Листрийский Каллиник (Александридис), митрополит Транопольский Герман (Хавиаропулос), митрополит Лаодикийский Иаков (Софрониадис), митрополит Филадельфийский Мелитон (Карас), митрополит Севастийский Димитрий (Комматас), митрополит Агафоникейский Апостол (Даниилидис).
В 1998 году избран членом Постоянного комитета комиссии Всемирного Совета Церквей «Вера и церковное устройство», а с 1999 года — её вице-президентом как представитель Константинопольского Патриархата.
В 1999 году назначен сопредседателем Смешанной богословской комиссии по богословскому диалогу между Православными Церквами и Всемирной лютеранской федерацией.
С 2002 года являлся членом Исполнительного и Центрального комитета ВСЦ, а также различных богословских обществ Европы, представлял Константинопольский Патриархат на разных мероприятиях.
Автор нескольких сотен богословских статей и исследований и трудов в греческой и иностранной печати. Выпустил ряд книг по православному богословию. Имел церковные и государственные награды. Владел греческим, английским, французским, немецким, итальянским и русским языками.
Скончался 1 июня 2022 года в Межбалканском медицинском центре в Салониках и похоронен 3 июня в Иоанно-Предтеченской пустыни в Акритохори, где были ранее погребены его родители.